# Dover (Oklahoma)
Dover – miasto w Stanach Zjednoczonych, w stanie Oklahoma, w hrabstwie Kingfisher.